# Seneca Ingwersen von Geltingen
Seneca rigsfriherre von Gelting, baron af Geltingen, født Sønke Ingwersen, i Nederlandene kaldt Seneca Inggersen (23. marts 1715 i Langenhorn, Nordfrisland – 28. december 1786 på godset Rustenburg, Haag) var en nordfrisisk-nederlandsk handelsmand og godsejer.

## Opvækst
Sønke Ingwersen blev født i Nordfrisland som tiende barn af hestehandleren Poul Ingwersen (død 1729) og præstedatteren Cæcilia Lucia Brodersen. Hans bedstefader, den evangeliske gejstlige Diederich Brodersen, var også forfader til komponisten Johannes Brahms. Ingwersens forældrene gik fallit og døde tidligt, hvorfor han blev opdraget hos sin onkel i Christian-Alberts-Koog og kom i lære hos en barber, hvor han lærte de lægelige færdigheder.
Fra 1734 og fem år frem var Ingwersen søkadet på det hollandske Ostindiske Kompagnis skibe. Han tilpassede samtidig sit navn til den hollandske skrivemåde. 1739 tog han eksamen som overkirurg og blev fremdeles beskæftiget af det Ostindiske Kompagni. To år senere blev han byapoteker i Batavia og giftede sig 1742 med Adriana van Loo (10. januar 1721 – 21. marts 1755 på Java), niece til den daværende generalguvernør i Nederlandsk Ostindien, Johannes Thedens.

## Succes som handelsmand
I de følgende år steg han hastigt i rang og fik tilladelse til at drive privat handel med de af kompagniet monopoliserede produkter. 1752 blev han leder og forretningsfører for Ostindienkompagniet i Cirebon, et sultanat på Java, hvor han opbyggede en enorm formue baseret på kaffehandel, egen sukker- og romproduktion samt træ- og opiumhandel.
Efter sin hustrus død tog han 1758 tilbage til Europa. Han donerede et orgel til kirken i sin hjemby. Hans ry som forretningsmand var nu så stort, at Søncke Ingwersen blev inviteret til København af kong Frederik 5., der havde hørt om sin undersåts evner, og at han ønskede at købe land. Via den danske gesandt i Haag, Frédéric de Cheusses, lykkedes det J.H.E. Bernstorff "at fange den rige Guldfugl hjem til Danmark." Ingwersen blev adlet, udpeget til baron og købte godset Gelting i Slesvig for 85.000 Rdl. af kongen, der håbede at knytte Ingwersen til sit hof som rådgiver og långiver. Den danske stat havde måttet overtage Gelting Gods efter Ahlefeldterne og forgæves havde søgt at udparcellere det. Kongens forhåbninger blev dog gjort til skamme, for Ingwersen, der nu lød navnet Seneca baron von Geltingen, forpagtede Gelting til sin broder, Paul Ingwersen (1717–1792), der var kaptajn i samme handelskompagni som Ingwersen, og tog tilbage til Holland. Allerede i 1761 havde den danske gesandt tilrådet at få den nyudnævnte baron gift med en dansk dame for at få ham bundet til landet, men det lykkedes ikke. Gesandten fandt i øvrigt Ingwersen havesyg og ærgerrig.

## Senere år på Gelting
1763 ægtede han i Scheveningen Charlotte Louise baronesse von Spörcken (døbt 22. marts 1733 i Haag – død 12. februar 1816 Hamborg), der var datter af kammerherre og gesandt for Georg 3. af Storbritannien, Rudolph Freiherr von Spörcken (1696–1766). Hans datter af første ægteskab, Gertruyda, giftede sig samme dag med brudens broder, Adolph von Spörcken.
Seneca von Gelting blev efter ansøgning i 1777 ophøjet til rigsfriherre af den tysk-romerske kejser. I sine sidste år var han desuden en stor bygherre. Han lod sit gods Rustenburg ved Haag (nedrevet 1912 for at gøre plads til Fredspaladset) ombygge i rokokostil, og Gelting Gods fik både en ny hovedbygning og et fornemt haveanlæg, anlagt ved Johann Caspar Bechstedt. Interiørerne på Gelting blev i tiden 1777-1783 stukkeret ved Michel Angelo Taddei og er et højdepunkt for rokokoen i Slesvig. Han omdannede Gelting til et pragtfuldt herresæde i hollandsk stil og udfoldede en næsten fyrstelig pragt. På gården dannedes samlinger af malerier og andre seværdigheder, der byggedes et teater, opførtes skuespil, og glimrende fester afløste hinanden, ligesom baronen yndede at betegne sit herresæde som "Angels Hof".
Seneca Inggersens testamente bestemte, at livegenskabet skulle ophæves på godset. Samtidig omdannede han Gelting til et fideikommis for hele sin efterslægt. Sønnen Christian Friedrich Rudolph baron von Gelting overtog godset og afskaffede livegenskabet på samme 1789. Han døde sønneløs 1820, og fideikommisset gik over i en kvindelig sidelinjes besiddelse, som stadig ejer det (baron von Hobe-Gelting).
1784 oprettede Ingwersen et familiegravsted i Slesvig Domkirke, hvor hans hustru og yngste datter Suzanna (1772-1795) er bisat. Selv døde han i Haag 1786 og blev begravet i Oude Kerk i Voorburg.